# Senoculus barroanus
Espèce
Senoculus barroanus est une espèce d'araignées aranéomorphes de la famille des Senoculidae.

## Distribution
Cette espèce est endémique du Panama.

## Description
Le mâle holotype mesure 9,3 mm et la femelle paratype 10,41 mm.

## Étymologie
Son nom d'espèce lui a été donné en référence au lieu de sa découverte, l'île Barro Colorado.

## Publication originale
- Chickering, 1941 : The Senoculidae of Panama. Papers of the Michigan Academy of Science, Arts and Letters, vol. 26, p. 195-218 (texte intégral).